# Аркадий (Шапошников)
Епи́скоп Арка́дий (в миру Андрей Родионович Шапошников; ок. 1810, посад Клинцы, Суражский уезд, Черниговская губерния — 11 ноября 1868, село Слава-Русэ, Османская империя) — епископ Древлеправославной Церкви Христовой (старообрядцев, приемлющих белокриницкую иерархию), епископ Славский, а также «епископ странствующих христиан, экзарх некрасовский», один из наиболее значительных деятелей Белокриницкой иерархии своего времени.

## Биография
Родился в самом начале XIX столетия в посаде Клинцы Черниговской губернии. По смерти родителей вся семья Шапошниковых переселилась в Кременчуг, где Андрей добывал себе пропитание, занимаясь писанием икон по заказам старообрядцев.
Будучи ещё очень молодым человеком, в 1821 году Андрей женился на дочери кременчугского купца Дударева — вдове Хионии Яковлевне, имевшей от первого брака двух сыновей. От неё он имел сына, умершего во младенчестве; вскоре после его рождения начались между супругами несогласия и в 1824 году, после трёхлетней совместной жизни, Андрей Шапошников тайно оставил семью, ушёл из Кременчуга спасать душу. Таким местом для спасения выбрал он старообрядческий Лаврентьевский монастырь Гомельского уезда Могилёвской губернии. Здесь он был пострижен в иночество с именем Аркадий.
Благодаря своим выдающимся способностям и редкой энергии быстро приобрёл большое влияние на монастырские дела и снискал уважение всей лаврентьевской братии. В 1832 году Аркадий был единогласно избран братией игуменом.
В конце 1834 года Аркадий вместе с одним иноком отправились в Варшаву к новому владельцу Гомельского имения,  которому принадлежал и монастырь — к князю Паскевичу с просьбой подтвердить некоторые особенные права, дарованные прежними владельцами графом Румянцевыми, принимавшими очень деятельное участие в монастырских делах. Князь милостиво принял Аркадия, подтвердил права, данные Румянцевыми, но устранил не только себя, но и управление своей гомельской экономии от всякого вмешательства в монастырские дела и от опеки над нравственностью иноков.
Всё время его игуменства прошло в неустанной борьбе с одной стороны с большей частью иноков «слабых житием», а с другой с меньшей частью, стремившейся путём перехода в единоверие осуществить свои честолюбивые замыслы. Так дело продолжалось до 1844 года, когда по предписанию правительства монастырь был закрыт, а игумен Аркадий выслан под надзор полиции в родной посад Клинцы, как в место ревизской приписки.
Но Аркадий усидел там недолго. В июле 1845 года мы видим его уже в Молдавии в Мануиловском скиту, в котором он был проездом на пути в Добруджу в Славский скит; в последнем в октябре того же года он и поселился и вследствие своего выдающегося ума приобрёл и здесь большое значение.
Участвовал в обсуждении возможности принятия в «древлеправославие» нестарообрядческого епископа для организации старообрядческой иерархии; первоначально не поддержал эту идею, однако вместе с другими старообрядцами встречал митрополита Амвросия (Папагеоргопулоса), ещё не присоединившегося к старообрядчеству, в городе Сулина в апреле 1846 года. После прочтения «Соображения о верах», составленного Павлом (Великодворским), игумен Аркадий стал сторонником присоединения митрополита Амвросия к старообрядчеству. На соборе в Славском монастыре в октябре 1846 года, где обсуждалась форма чиноприёма митрополита Амвросия, Аркадий высказался за «третий чин», без повторения над митрополитом таинства миропомазания, однако собор решил принимать митрополита «вторым чином», через проклятие ересей и миропомазание.
20 июля 1847 года в Славском скиту на собрании старообрядцев-некрасовцев, признавших новоучреждённую Белокриницкую иерархию, были избраны 3 кандидата для поставления соответственно во епископа, священника и диакона. Аркадий был выдвинут кандидатом во епископа, но, ссылаясь на 18-е правило святых апостолов, запрещающее рукополагать женатого на вдове, объявил о своём недостоинстве принять священный сан. После настойчивых просьб участников собора Аркадий согласился с избранием во епископа. Однако митрополит Амвросий на прошение об архиерейской хиротонии Амвросия ответил отказом, решение митрополита не изменилось и после повторного рассмотрения кандидатуры Аркадия уже на соборе в Белой Кринице, участники которого, во многом под влиянием инока Павла, повторили прошение Славского собора. Во епископа был рукоположён инок Аркадий (Дорофеев), которого первоначально предполагалось возвести в сан священноинока. Аркадий из Белой Криницы возвратился в Славский монастырь. Обладая большим авторитетом среди некрасовцев, активно помогал архиепископу Аркадию (Дорофееву) в управлении Славской епархией.
1 января 1854 года Аркадий (Шапошников) был поставлен Аркадием, архиепископом Славским, в «епископы странствующих христиан» для тех некрасовцев, которые, воспользовавшись предложением турецкого правительства, решили выселиться из Добруджи на время открывшихся тогда военных действий между Россией и Турцией. В марте того же года эти переселенцы вместе с епископом Аркадием (Шапошниковым) двинулись в путь и поселились на хуторе одного паши в 12 верстах от Стамбула, где и прожили до октября 1855 года. Так как оба некрасовские епископы — Аркадий (Дорофеев) и Алимпий во время военных действий были арестованы, как беглые из России, то Аркадий (Шапошников), вернувшись из странствия, принял титул «епископа Славского и экзарха всех некрасовцев». Сделавшись епископом славским, Аркадий ревностно принялся за устройство свей епископии. Письма его за 1857—1862 годы наполнены просьбами о присылке книг, донесениями о поставленных попах, о вновь выстроенных церквах и т. п. Он даже намеревается завести свою типографию для перепечатки нужных для старообрядцев книг. В 1862 г. епископ Аркадий принимает деятельное участие в возникших в его епископии спорах о непринятии метрик.
В том же году в Москве было издано повлёкшее много споров «Окружное послание». Большая часть белокриницкого согласия приняла это послание, однако другая категорически его отвергла. Аркадий с самого начала стал на сторону первых: «молю всех православных христиан, писал он в одном письме, без сомнения читать и веровать всему написанному во „Окружном послании“». В возникших спорах по поводу послания Аркадий принимал деятельное участие. Так в 1866 году он вместе с другими епископами подписал определение Боташанско-Ясского собора, в котором митрополиту Кириллу воспрещалось священнодействовать впредь до большого собора за принятие еретических догматов партии раздорников. Участвовал Аркадий и в Белокриницком соборе 1868 года, но здесь, желая во что бы то ни стало умиротворить уже несколько лет мятущееся раздорами и распрями старообрядчество и удержать его от распадения, сделал в пользу противоокружников большие уступки и даже отрёкся от «Окружного послания», подписав позорную для старообрядцев-окружников грамоту и заключив, по собственному его выражению, «грязный мир» с раздорниками. Но этот «грязный мир» не принёс желаемого примирения; напротив он возбудил новые неудовольствия. На Аркадия, бывшего до сих пор крепким защитником «Послания», отовсюду посыпался целый град обидных упрёков, обличений и даже угроз. Все эти письма сильно подействовали на Аркадия и имели решительное влияние на развитие его недуга.
11 ноября 1868 года в старообрядческом Успенском мужском монастыре в селе Слава в Добрудже (ныне село Слава-Русэ, Румыния) спустя три месяца после Белокриницкого собора, Аркадий скончался.
Николай Субботин назвал Аркадия, епископа Славского, одной из самых замечательных личностей белокриницкой иерархии. При большом уме Аркадий обладал обширными сведениями, почерпнутыми, как видно из его писем, не только из старообрядческих книг; со старообрядческой же литературой он был знаком вполне. К тому же он свободно владел пером и умел выражать свои мысли очень оригинально, языком не чуждым силы и красноречия. Редкая энергия, необыкновенная память, быстрота соображения, всегдашнее умение найтись в затруднительных обстоятельствах в продолжении всей жизни выдвигали его на первый план. Как великий ревнитель старообрядчества и строгий блюститель установленных обрядовых условий жизни, строгий не только к другим, но и к самому себе, Аркадий пользовался у старообрядцев большим уважением. Но при своих несомненных достоинствах Аркадий обладал и значительными недостатками. Его гордый, мстительный характер, его страсть к любостяжательству, хотя и были тщательно им скрываемы, но, тем не менее, иногда всплывали наружу и восстанавливали против него общественное мнение, которое высказывалось иногда в довольно резких отзывах о нём.